# She couldn't laugh
She couldn't laugh is een single van het Friese duo Twarres. Het nummer is de tweede single van het album Stream.

## Inhoud
Het lied handelt over de "blinde" liefde van een meisje voor een jongen.
Het meisje is nu geketend aan de jongen en is ongelukkig. De verteller verwijt de jongen zijn handelen en het meisje haar naïviteit.

## Hitnotering
Het nummer behaalde een vierde positie in de Nederlandse Top 40 en stond in totaal twaalf weken genoteerd in de hitlijst. Het nummer is de enige Alarmschijf van het duo.
| She Couldn't Laugh in de Nederlandse Top 40 - binnen: 19 mei 2001 | She Couldn't Laugh in de Nederlandse Top 40 - binnen: 19 mei 2001 | She Couldn't Laugh in de Nederlandse Top 40 - binnen: 19 mei 2001 | She Couldn't Laugh in de Nederlandse Top 40 - binnen: 19 mei 2001 | She Couldn't Laugh in de Nederlandse Top 40 - binnen: 19 mei 2001 | She Couldn't Laugh in de Nederlandse Top 40 - binnen: 19 mei 2001 | She Couldn't Laugh in de Nederlandse Top 40 - binnen: 19 mei 2001 | She Couldn't Laugh in de Nederlandse Top 40 - binnen: 19 mei 2001 | She Couldn't Laugh in de Nederlandse Top 40 - binnen: 19 mei 2001 | She Couldn't Laugh in de Nederlandse Top 40 - binnen: 19 mei 2001 | She Couldn't Laugh in de Nederlandse Top 40 - binnen: 19 mei 2001 | She Couldn't Laugh in de Nederlandse Top 40 - binnen: 19 mei 2001 | She Couldn't Laugh in de Nederlandse Top 40 - binnen: 19 mei 2001 | She Couldn't Laugh in de Nederlandse Top 40 - binnen: 19 mei 2001 |
| Week                                                              | 1                                                                 | 2                                                                 | 3                                                                 | 4                                                                 | 5                                                                 | 6                                                                 | 7                                                                 | 8                                                                 | 9                                                                 | 10                                                                | 11                                                                | 12                                                                | 13                                                                |
| ----------------------------------------------------------------- | ----------------------------------------------------------------- | ----------------------------------------------------------------- | ----------------------------------------------------------------- | ----------------------------------------------------------------- | ----------------------------------------------------------------- | ----------------------------------------------------------------- | ----------------------------------------------------------------- | ----------------------------------------------------------------- | ----------------------------------------------------------------- | ----------------------------------------------------------------- | ----------------------------------------------------------------- | ----------------------------------------------------------------- | ----------------------------------------------------------------- |
| Nummer                                                            | 22                                                                | 9                                                                 | 6                                                                 | 4                                                                 | 4                                                                 | 6                                                                 | 8                                                                 | 8                                                                 | 11                                                                | 14                                                                | 21                                                                | 29                                                                | uit                                                               |